# París-Tours 1910
La París-Tours 1910 fue la séptima edición de la clásica París-Tours. Se disputó el 25 de septiembre de 1910 y el vencedor final fue el luxemburgués François Faber, que se impuso a sus cuatro compañeros de fuga.  

## Clasificación general[3]
|    | Ciclista             | Equipo   | Tiempo    |
| -- | -------------------- | -------- | --------- |
| 1  | François Faber       |          | 7h 43'28" |
| 2  | Louis Trousselier    |          | m.t.      |
| 3  | Emile Engel          |          | m.t.      |
| 4  | Edouard Léonard      |          | m.t.      |
| 5  | Jean Alavoine        |          | a 13'00"  |
| 6  | André Pottier        | Panneton | m.t.      |
| 7  | Eugène Dhers         |          | m.t.      |
| 8  | Ernest Paul          |          | a 14'00"  |
| 9  | Georges Tribouillard |          | m.t.      |
| 10 | Constant Niedergang  |          | m.t.      |